# Louis Salm-Reifferscheidt
Louis Salm-Reifferscheidt, v některých dobových pramenech uváděn i jako Salm-Reifferscheid, plným jménem Alois Joseph Altgraf zu Salm-Reifferscheidt-Hainspach, též Aloys von Salm-Reifferscheidt-Hainspach nebo starohrabě Alois Salm-Reifferscheidt (4. prosince 1820 – 6. listopadu 1889 Praha), byl rakouský šlechtic a politik z Čech, v 2. polovině 19. století poslanec Říšské rady.

## Biografie
Pocházel z hlavní linie staroněmeckého šlechtického rodu. Narodil se jako třetí syn hraběte Johanna. V roce 1839 vstoupil jako kadet do rakouské armády. Roku 1856 byl jmenován do hodnosti vrchního strážmistra (Oberstwachtmeister) u 4. dragounského regimentu. Roku 1857 odešel do Vídně, pak působil v Praze. Během války roku 1859 se přihlásil do služby na frontě jako ordonanční důstojník (Ordonnanzoffizier). V 60. letech se uvádí jako major v rakouské armádě. Byl majorem u kyrysnického pluku. Patřil mu statek v Haňšpachu v severních Čechách. Ten mu jako rodinný fideikomis připadl po smrti jeho bratra roku 1867, stejně jako palác v Praze. V červnu 1874 mu byl udělen Císařský rakouský řád Leopoldův.
V zemských volbách v březnu 1867 byl zvolen na Český zemský sněm za kurii velkostatkářskou, nesvěřenecké velkostatky. Zastupoval provídeňskou a centralistickou Stranu ústavověrného velkostatku. Národní listy ho označovaly za rozhodného odpůrce národa českého. Zemský sněm ho 13. dubna 1867 zvolil i do Říšské rady. Do Říšské rady byl zemským sněmem opětovně delegován v roce 1870. 8. listopadu 1870 složil slib. Do vídeňského parlamentu se vrátil v prvních přímých volbách v roce 1873, za velkostatkářskou kurii v Čechách. Mandát zde obhájil i ve volbách v roce 1879.
Nadále se angažoval i v zemské politice. Uspěl v zemských volbách v roce 1872, opět za velkostatkářskou kurii, nesvěřenecké velkostatky. Mandát obhájil ve volbách v roce 1878. Stále náležel ke Straně ústavověrného statku. V zemské politice se tehdy ve stejné straně angažovali i jeho starší bratři Jan a František ze Salm-Reifferscheidu.
Zemřel po krátké dvoutýdenní nemoci v listopadu 1889 ve svém domě v Jungmannově třídě v Praze. Tělo pak bylo převezeno vlakem k pohřbu do rodinné hrobky ve Vilémově na Děčínsku.
Zemřel svobodný a bezdětný, stejně jako jeho bratři. S jeho úmrtím tak vymřela haňšpašská větev jeho rodu.